# 廣中和歌子
廣中和歌子（1934年5月11日—），是一位日本政治家暨作家，曾擔任日本參議院議員，屬於民主黨籍，出生於日本，其先生為日本知名數學家廣中平祐。